# Wola Branicka
Wola Branicka – wieś w Polsce położona w województwie łódzkim, w powiecie zgierskim, w gminie Zgierz.
| SIMC    | Nazwa    | Rodzaj    |
| ------- | -------- | --------- |
| 0417409 | Michałów | część wsi |

W latach 1975–1998 miejscowość administracyjnie należała do ówczesnego województwa łódzkiego.